# Najlepszy Zagraniczny Piłkarz Serie A
Najlepszy Zagraniczny Piłkarz Serie A – tytuł przyznawany przez AIC (Związek Piłkarzy we Włoszech) zagranicznym piłkarzom, którzy zostali uznani za najlepszych w danym sezonie Serie A.
Nagroda jest częścią uroczystości rozdania Piłkarskich Oskarów i jest uznawana za najbardziej prestiżową we włoskiej piłce nożnej.

## Laureaci
| Rok  | Zawodnik           | Drużyna                    |
| ---- | ------------------ | -------------------------- |
| 1997 | Zinédine Zidane    | Juventus F.C.              |
| 1998 | Ronaldo            | Inter Mediolan             |
| 1999 | Gabriel Batistuta  | ACF Fiorentina             |
| 2000 | Andrij Szewczenko  | A.C. Milan                 |
| 2001 | Zinédine Zidane    | Juventus F.C.              |
| 2002 | David Trezeguet    | Juventus F.C.              |
| 2003 | Pavel Nedvěd       | Juventus F.C.              |
| 2004 | Kaká               | A.C. Milan                 |
| 2005 | Zlatan Ibrahimović | Juventus F.C.              |
| 2006 | Kaká David Suazo   | A.C. Milan Cagliari Calcio |
| 2007 | Kaká               | A.C. Milan                 |
| 2008 | Zlatan Ibrahimović | Inter Mediolan             |
| 2009 | Zlatan Ibrahimović | Inter Mediolan             |
| 2010 | Diego Milito       | Inter Mediolan             |
| 2011 | Zlatan Ibrahimović | A.C. Milan                 |

### Według drużyny
| Drużyna         | Zawodnicy | Tytuły |
| --------------- | --------- | ------ |
| Juventus F.C.   | 4         | 5      |
| Inter Mediolan  | 3         | 4      |
| A.C. Milan      | 3         | 5      |
| ACF Fiorentina  | 1         | 1      |
| Cagliari Calcio | 1         | 1      |

### Według kraju
| Kraj      | Zawodnicy | Tytuły |
| --------- | --------- | ------ |
| Brazylia  | 2         | 4      |
| Francja   | 2         | 3      |
| Szwecja   | 1         | 4      |
| Argentyna | 2         | 2      |
| Czechy    | 1         | 1      |
| Honduras  | 1         | 1      |
| Ukraina   | 1         | 1      |

### Według pozycji
| Pozycja   | Zawodnicy | Tytuły |
| --------- | --------- | ------ |
| Napastnik | 7         | 10     |
| Pomocnik  | 3         | 6      |